# 大分市立大道小学校
大分市立大道小学校（おおいたしりつ おおみちしょうがっこう）は、大分県大分市大道町二丁目にある公立小学校。

## 概要
本校の卒業生は、私立中学への進学者などを除き、ほとんどが大分市立王子中学校に進学する。隣接校選択も可能。

## 沿革
- 1924年（大正13年）- 開校（大分市立大道尋常高等小学校）
- 1928年（昭和3年）- 大分市立大道国民学校
- 1946年（昭和21年）- 大分市立大道小学校

## 著名な出身者
- 後藤博子 - 元参議院議員